# Свольшевиці-Дужі
Свольшевиці-Дужі (пол. Swolszewice Duże) — село в Польщі, у гміні Вольбуж Пйотрковського повіту Лодзинського воєводства.
Населення — 298 осіб (2011).
У 1975-1998 роках село належало до Пйотрковського воєводства.

## Демографія
Демографічна структура станом на 31 березня 2011 року:
|          | Загалом | Допрацездатний вік | Працездатний вік | Постпрацездатний вік |
| -------- | ------- | ------------------ | ---------------- | -------------------- |
| Чоловіки | 154     | 33                 | 100              | 21                   |
| Жінки    | 144     | 21                 | 81               | 42                   |
| Разом    | 298     | 54                 | 181              | 63                   |